# Santibáñez de Ecla
Santibáñez de Ecla è un comune spagnolo di 98 abitanti situato nella comunità autonoma di Castiglia e León.
Il comune comprende le località di:
- San Andrés de Arroyo
- Villaescusa de Ecla